# Tricholita signata
Tricholita signata är en fjärilsart som beskrevs av Walker 1860. Tricholita signata ingår i släktet Tricholita och familjen nattflyn. Inga underarter finns listade i Catalogue of Life.